# Vaginism
Vaginismul este disfuncție sexuală feminină caracterizată prin contracția involuntară a treimii inferioare a mușchilor vaginali și a mușchilor din jurul vaginului, al mușchiului ridicător anal, al mușchiului pubococcigian, în cazuri severe fiind implicat și mușchiul drept abdominal.
Aceste spasme involuntare ale musculaturii vaginale pot duce la imposibilitatea penetrării și a realizării actului sexual. Concomitent poate apărea contracția mușchilor planșeului pelvian, anticiparea durerii și implicit fobia (aversiunea) față de actul sexual. În absența altei disfuncții sexuale asociate, dorința, lubrefierea și orgasmul clitoridian pot fi normale.
Vaginismul este involuntar, femeia nu are nici-un control asupra mecanismului care-l declanșează. Se întâmplă involuntar, fără ca ea sa-l poată controla și fără ca ea sa fie conștientă de ceea ce se întâmplă. Cauzele care provoacă vaginismul sunt variate, de obicei este o combinație de factori fizici și emoționali. Faptul că aceste cauze nu sunt ușor de detectat creează stres și frustrare mărită pentru cei doi parteneri.
Vaginismul se poate manifesta în orice moment al ciclului sexual al femeii în timpul unui act sexual, dar apare în special în faza de excitație. Contracția reflexă a musculaturii vaginale face ca raporturile sexuale să fie dureroase sau chiar imposibile. Pentru a pune diagnosticul de vaginism, clinicianul trebuie să evalueze și alte tulburări apropiate ca manifestare, ținând cont inclusiv de procesul de somatizare.

## Simptome
Cele mai întâlnite simptome sunt reprezentate de usturime și durere în timpul penetrării (introducerea penisului în vagin), dificultatea sau imposibilitatea penetrării, penetrare dureroasă, durerea în timpul actului sexual fără o cauză evidentă; durere în timpul actului sexual după naștere, după apariția diverselor boli cu transmitere sexuală, după infecția cu candida sau alte infecții urinare, după histerectomie, cancer sau diverse intervenții chirurgicale în zona genitală, viol, menopauză; dificultatea introducerii unui tampon sau dificultate de a avea un control ginecologic; spasme musculare apărute în alte zone ale corpului (picioare, zona lombara) însoțite de respirație agitată în tentativele de a avea un act sexual; evitarea contactelor sexuale datorită durerii sau fricii de eșec, mergând pana la fobia(aversiunea) față de actul sexual și de penetrare.
Vaginismul poate fi primar, dacă apare chiar la începutul vieții sexuale sau poate să fie secundar, dobândit la un moment dat. Dacă există de la începutul vieții sexuale, femeia nu a putut avea niciodată un act sexual cu penetrare fără durere. Se consideră că vaginismul este secundar (dobândit) atunci când femeia și-a pierdut capacitatea de a avea un act sexual cu penetrare fără durere.
Vaginismul poate să fie generalizat sau conjunctural. Cel generalizat se manifestă indiferent de partener, de tipul de stimulare, sau de situație. Cel conjunctural apare doar în anumite situații, în cazul anumitor tipuri de stimulare sexuală sau cu anumiți parteneri.

## Cauze
LoPiccolo J. susține că vaginismul poate fi cauzat de frica de penetrare și adesea este o tulburare relaționată cu o anumită situație specifică. În țările cu o mentalitate sexuală mai conservatoare, s-a observat o prezență mai crescută a vaginismului, frecvența variind între 0,4-6% dintre femeile active sexual.
Cauzele vaginismului nu sunt pe deplin cunoscute. Diverse conflicte intrapsihice legate de actul sexual și de penetrare, o mentalitate mai restrictivă din punct de vedere sexual, lipsa educației sexuale, abuzul sexual, frica față de pierderea virginității, absența unor modele adecvate pot determina apariția vaginismului primar. În cazul vaginismului secundar pot fi implicate diverse afecțiuni inflamatorii (vulvovaginite, candida, boli cu transmitere sexuala), diverse intervenții chirurgicale în zona genitală sau poate apărea secundar unei disfuncții masculine sau a problemelor din cuplu.

## Tratament
Este responsabilitatea sexologului să recomande pacientelor un consult ginecologic pentru a scoate din calcul eventualele disfuncții fiziologice care ar putea cauza durere la penetrare (infecții vaginale, malformații sau obstrucții ale vaginului). Consultul ginecologic este necesar pentru a se putea determina procentul de participare al cauzelor de natură fiziologică versus psihologică, ce determină apariția simptomelor de vaginism. Femeile care în copilărie sau în adolescență au fost molestate, violate, au suferit incest sau au avut anumite traume de natură sexuală sunt mai mult predispuse la prezența simptome de vaginism.
Cercetările efectuate de psihologul american Lo Piccolo J., indică eficiența următoarelor metode pentru tratarea vaginismului:
- Tehnici de relaxare, tehnici pentru reducerea anxietății;
- Dilatare vaginala;
- Desensibilizare progresivă;
- Hipnoza;
- Terapie sexuala orientată pe tratamentul vaginismului.

În ciuda faptului că vaginismul este involuntar și i se poate întâmpla oricui, multe femei sunt atât de stresate și rușinate datorită faptului că nu pot avea un act sexual normal încât de cele mai multe ori își ascund această problemă și se simt vinovate, evită să vorbească cu oricine despre această problemă. Vaginismul este disfuncția sexuală feminină cu o rată de vindecare de 80-100 % din cazuri.